# Klonownica-Plac
Klonownica-Plac – wieś w Polsce położona w województwie lubelskim, w powiecie bialskim, w gminie Janów Podlaski.
| SIMC    | Nazwa  | Rodzaj    |
| ------- | ------ | --------- |
| 1021731 | Serwin | część wsi |

W latach 1975–1998 miejscowość administracyjnie należała do województwa bialskopodlaskiego.
Wieś jest sołectwem w gminie Janów Podlaski. Według Narodowego Spisu Powszechnego z roku 2011 wieś liczyła 186 mieszkańców.
Na terenie wsi rośnie dąb szypułkowy o obwodzie 363 cm powołany pomnikiem przyrody w 2020 roku.
Wierni Kościoła rzymskokatolickiego należą do parafii św. Jana Apostoła w Klonownicy Dużej.